# Жиліна
Жи́ліна (словац. Žilina, нім. Sillein, угор. Zsolna) — місто, громада на північному заході Словаччини на річці Ваг, центр Жилінського краю, важливий індустріальний центр країни.

## Географія
Жиліна розташована на 345 м. над рівнем моря, у гірській місцевості. Протікають річки Росінка; Трновка і Вшівак.

### Клімат
Клімат міста вологий континентальний з теплим літом та відносно холодною зимою. Найбільше опадів випадає у червні, найменше – у лютому. Кліматичне літо триває близько 3 місяців, з червня до серпня, зима — з грудня до лютого. Найдовший світловий день у червні-липні (16 годин), найкоротший – у грудні (8 годин).

## Історія
Регіон був заселений слов'янами в V столітті. Перше слов'янське городище на території Жиліни датується IX століттям. Місто було вперше згадане в 1297 році, в 1327 отримало міські права. В кінці XIII століття Жиліна згоріла у великій пожежі, у місто прийшли німецькі колоністи, які стали його відбудовувати. 
У XV столітті починається розквіт міста. У XVI-XVII століттях Жиліна була центром реформації в Угорщині, в 1686 році почалась контрреформація міста. У XVIII столітті на місто навалилися пожежі й епідемії, місто дуже постраждало. 
У другій половині XIX століття починається другий розквіт міста, коли були побудовані нові залізничні колії, тут будуються численні заводи і фабрики, такі як фабрика тканин «Словена» (1891) і хімічна фабрика «Поважє» (1892).
Це був один із перших муніципалітетів, який підписав Мартинську декларацію (30 жовтня 1918 року) та до березня 1919 року місто було резиденцією словацького уряду. Зі 6 жовтня 1938 року, незабаром після Мюнхенської угоди, в Жиліні було проголошено автономію Словаччини у складі Чехословаччини.
Сьогодні Жиліна п'яте за величиною місто Словаччини, університетське місто (з 1953). Стародавній центр міста відреставрований в 1990-х роках. У 2006 році розпочав роботу автомобілебудівний завод Kia Motors Slovakia.

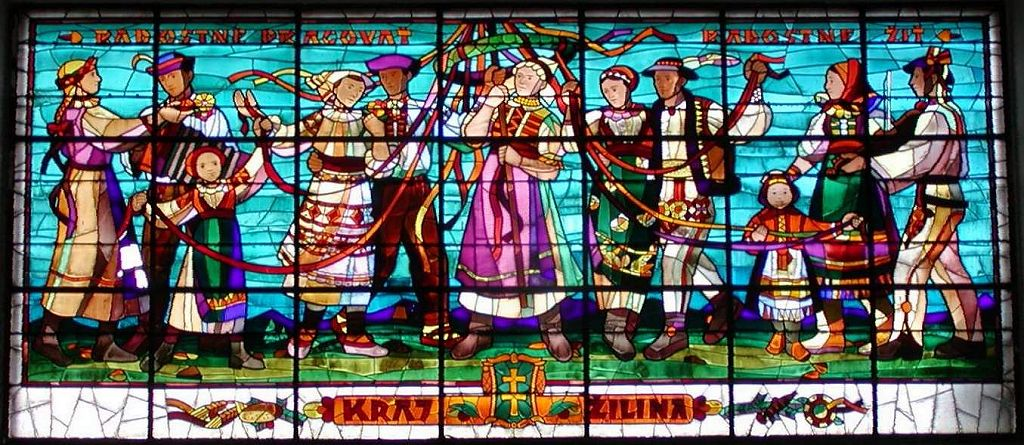
Вітраж «Край Жиліна» роботи академічних художників Роберта Дубравця та Феро Краля на залізничному вокзалі міста

## Населення
| Рік:            | 1993   | 2003    | 2013    | 2023    |
| --------------- | ------ | ------- | ------- | ------- |
| Кількість осіб: | 85 686 | 85 278  | 81 273  | 80 634  |
| Різниця:        |        | -0,47 % | -4,69 % | -0,78 % |

| Рік:            | 2022   | 2023    |
| --------------- | ------ | ------- |
| Кількість осіб: | 81 219 | 80 634  |
| Різниця:        |        | -0,72 % |

Населення близько 80 тисяч осіб на 2023 рік.
Ентічний склад

словаки 96,9 %

чехи 1,6 %

румуни 0,2 %

угорці 0,1 %
Віросповідання

римокатолики 74,9 %

атеїсти 16,7 %

євангелісти 3,7 %

## Економіка
У місті розташований автомобілебудівний завод Hyndai Zilina, що належить компанії Hyndai motor Slovakia (дочірня компанія Hyndai motor co).

## Транспорт
У Жиліні транспорт представлений автобусами та тролейбусами, рух тролейбусів було відкрито 1994 року.

## Пам'ятки культури та архітектури
- Будатинський замок
- Ансамбль Маріїнської площі
- Церква святої Трійці — старовинний кафедральний собор
- Вежа Буріана — окрема дзвіниця кафедрального собору, яка є однією з найстаріших ренесансних дзвіниць в Словаччині.
- Ратуша — історична будівля, побудована на початку 16 століття.
- Церква святих апостолів Петра і Павла — єзуїтська церква в стилі бароко, побудована в 18 столітті
- Палац Розенфельдів — це мініатюрна модель віденського Бельведера

## Спорт
У місті є футбольний клуб «Жиліна», що виступає Цоргонь-Лізі.

## Світлини

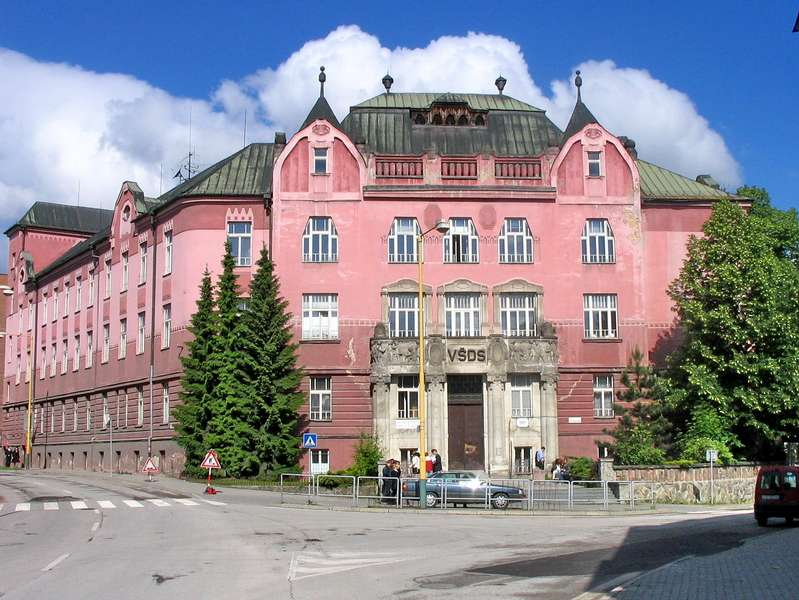
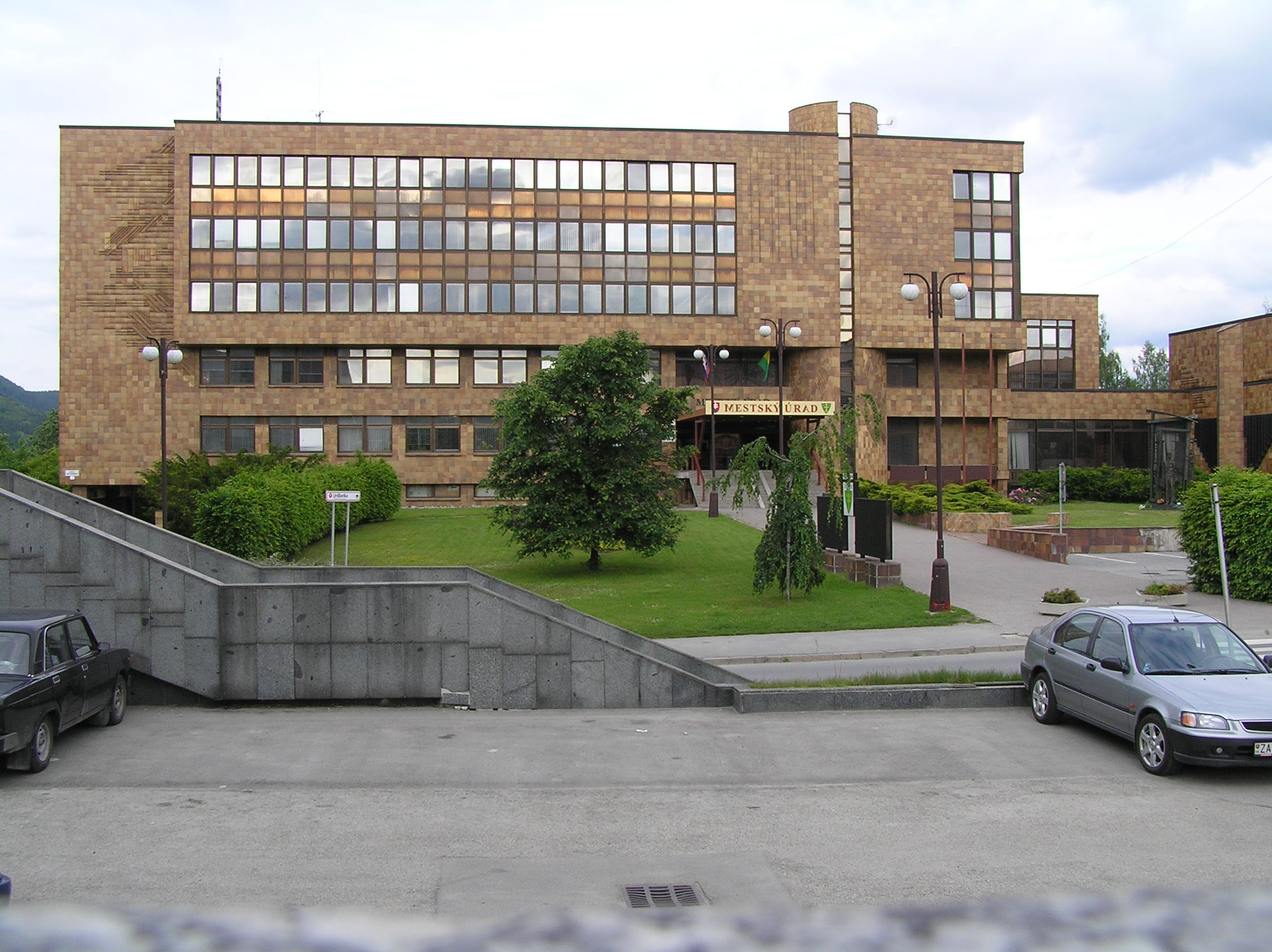
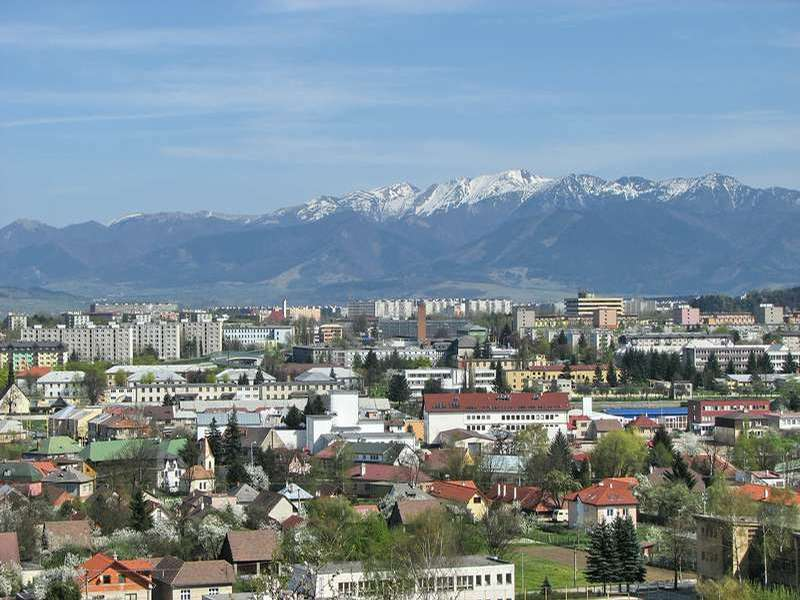
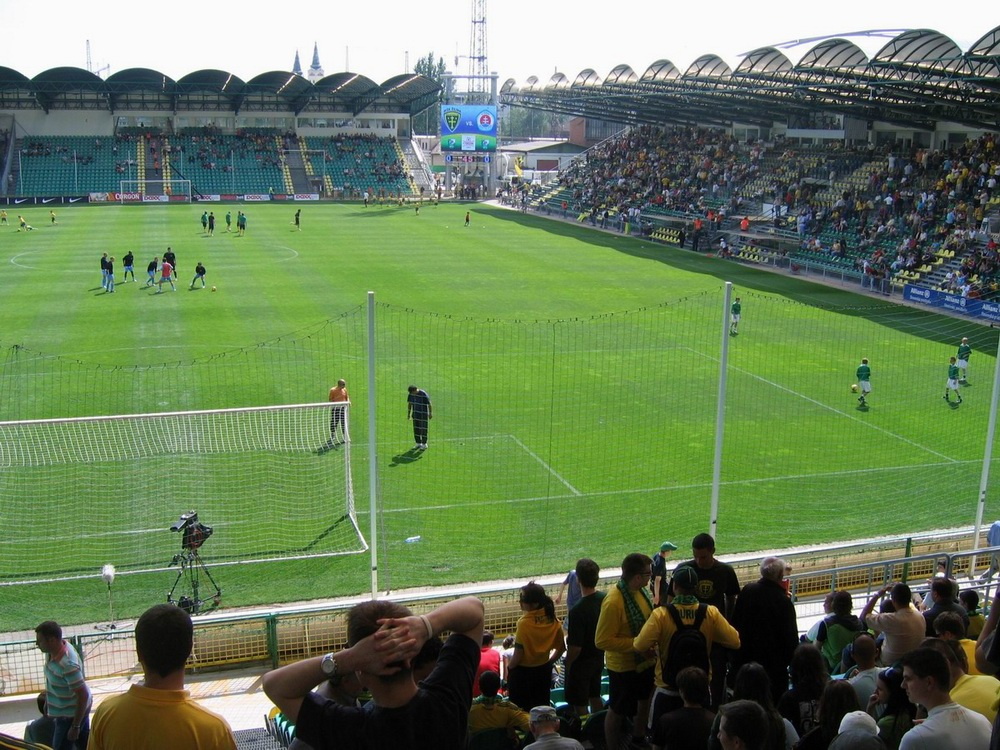
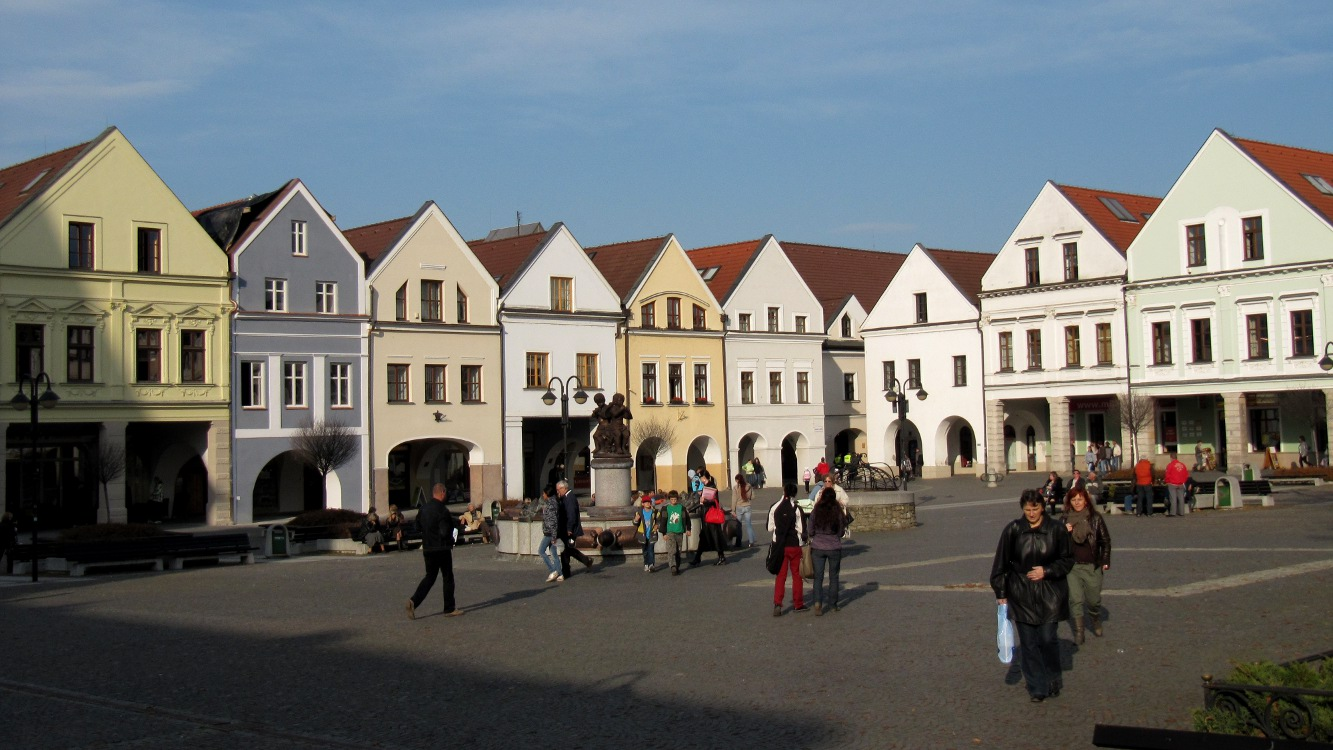
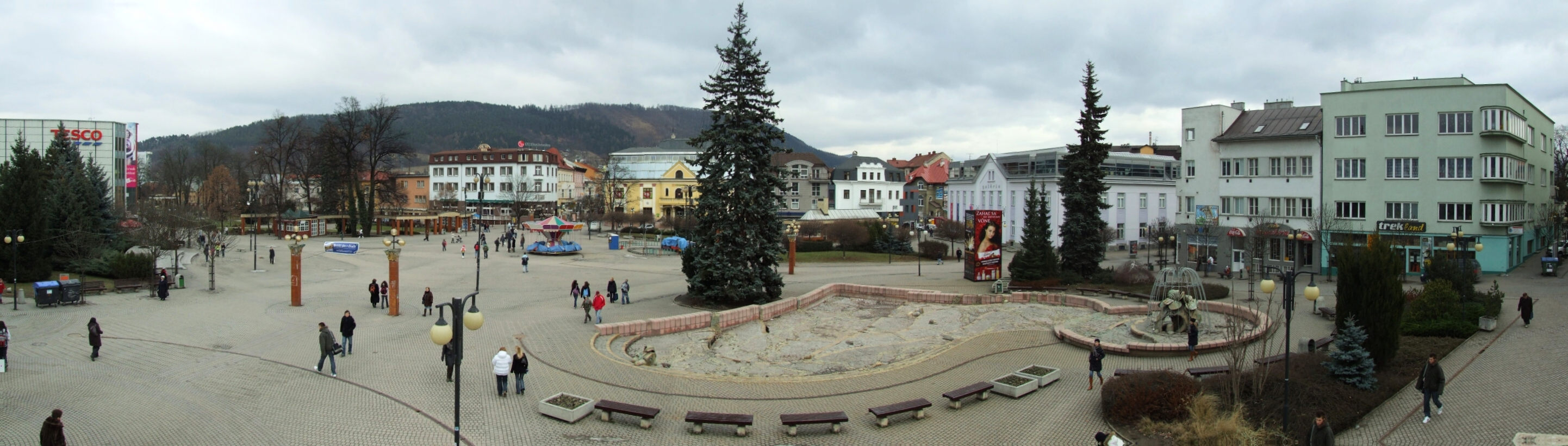

## Відомі особистості

### Уродженці
- Еліяш Ладівер (1633—1686) — словацький філософ і драматург.
- Ян Ленчо (1933—2012) — словацький письменник, літературний критик, рецензент, есеїст, перекладач.
- Кароль Мічета (* 1952) — словацький ботанік, учений.
- Вероніка Ремішова (* 1976) — словацька політична діячка
- Юрай Яношик — словацький національний герой, герой багатьох легенд та художніх творів.

### Померли
- Адальберт Ґелетка (1907—1992) — словацький економіст та правник

## Міста-побратими
- Бельсько-Бяла, Польща
- Дніпро, Україна
- Ессен, Бельгія
- Фрідек-Містек, Чехія
- Гродно, Білорусь
- Кикинда, Сербія
- Нантерр, Франція
- Пльзень, Чехія
- Тржинець, Чехія